# شچولکینه
شچولکینه (به روسی: Щолкіне) شهری در شبه جزیره کریمه در کشور اوکراین است. جمعیت این شهر ۱۱,۶۷۷ نفر (۲۰۲۱ تخمینی) است.